# بروت تايلور فينس
بروت تايلور فينس (بالإنجليزية: Pruitt Taylor Vince)‏ هو ممثل أمريكي، ولد في 5 يوليو 1960 بباتون روج في الولايات المتحدة. بدأ مشواره المهني سنة 1984، ومن الجوائز التي نالها جائزة الإيمي برايم تايم.

## أعمال

### أفلام
- (1986) يسقط بالقانون[5]
- (1988) مسيسيبي تحترق[6][7]
- (1990) وايلد ات هارت
- (1991) جي اف كي[8]
- (1994) قتلة بالفطرة[9][10][11]
- (1998) الأسطورة 1900[12][13]
- (2002) المحاصرون[14][15]
- (2002) سيم ون
- (2003) وحش
- (2005) قسطنطين[16]
- (2011) محرك غاضبون[17]
- (2013) جبهة داخلية[18]
- (2013) مخلوقات جميلة[19]
- (2014) 13 خطيئة[20]
- (2015) حلوى الشيطان[21]
- (2018) صندوق الطائر

### مسلسلات
- الموتى السائرون
- ذا منتاليست
- هاواي فايف أو
- هاوس

## جوائز
- جائزة الإيمي برايم تايم

## وصلات خارجية
- بروت تايلور فينس على موقع IMDb (الإنجليزية)
- بروت تايلور فينس على موقع قاعدة بيانات الأفلام العربية
- بروت تايلور فينس على موقع ألو سيني (الفرنسية)
- بروت تايلور فينس على موقع أول موفي (الإنجليزية)
- بروت تايلور فينس على موقع إن إن دي بي (الإنجليزية)
- بروت تايلور فينس على موقع قاعدة بيانات الفيلم (الإنجليزية)
- بروت تايلور فينس على موقع كينوبويسك (الروسية)